# Підстановка тангенса півкута

Підстановка Веєрштраса, тут ілюстрована як стереографічна проєкція кола.

Підстановка тангенса півкута або універсальна тригонометрична підстановка (англ. tangent half-angle substitution) — підстановка використовна для віднайдення первісної та визначеного інтеграла раціональних функцій від тригонометричних функцій.

## Підстановка

Зв'язок зі стереографічною проєкцією

Почавши з задачі знаходження первісної раціональної функції від синуса і косинуса і замінивши {\displaystyle \sin x}, {\displaystyle \cos x} і диференціал {\displaystyle \operatorname {d} \!t} відповідно раціональними функціями від змінної {\displaystyle t} та добутком функції від {\displaystyle t} з диференціалом {\displaystyle \operatorname {d} \!t}, отже,
{\displaystyle {\begin{aligned}\sin x&={\frac {2t}{1+t^{2}}}\\[8pt]\cos x&={\frac {1-t^{2}}{1+t^{2}}}\\[8pt]\mathrm {d} x&={\frac {2\,\mathrm {d} t}{1+t^{2}}}.\end{aligned}}}

### Отримання
Нехай
{\displaystyle t=\mathrm {tg} {\frac {x}{2}}.}
Використовуючи тригонометричні тотожності,
{\displaystyle {\begin{aligned}\sin x&=2\sin {\frac {x}{2}}\cos {\frac {x}{2}}\\[8pt]&=2t\cos ^{2}{\frac {x}{2}}\\[8pt]&={\frac {2t}{\sec ^{2}{\frac {x}{2}}}}\\[8pt]&={\frac {2t}{1+t^{2}}}.\end{aligned}}}
{\displaystyle {\begin{aligned}\cos x&=1-2\sin ^{2}{\frac {x}{2}}\\[8pt]&=1-2t^{2}\cos ^{2}{\frac {x}{2}}\\[8pt]&=1-{\frac {2t^{2}}{\sec ^{2}{\frac {x}{2}}}}\\[8pt]&=1-{\frac {2t^{2}}{1+t^{2}}}\\[8pt]&={\frac {1-t^{2}}{1+t^{2}}}.\end{aligned}}}
Диференціал {\displaystyle \operatorname {d} \!x} можна обчислити так:
{\displaystyle {\begin{aligned}{\frac {\mathrm {d} t}{\mathrm {d} x}}&={\frac {1}{2}}\sec ^{2}{\frac {x}{2}}\\[8pt]&={\frac {1+t^{2}}{2}}\\[8pt]\Rightarrow \mathrm {d} x&={\frac {2\,\mathrm {d} t}{1+t^{2}}}.\end{aligned}}}

## Приклади

Формула тангенса півкута пов'язує кут з нахилом лінії

### Перший приклад
{\displaystyle {\begin{aligned}\int \operatorname {cosec} x\,\mathrm {d} x&=\int {\frac {\mathrm {d} x}{\sin x}}&\\&=\int {\frac {\mathrm {d} t}{t}}&t=\operatorname {tg} {\frac {x}{2}}\\&=\ln t+C\\&=\ln \operatorname {tg} {\frac {x}{2}}+C.\end{aligned}}}

### Другий приклад: визначений інтеграл
{\displaystyle {\begin{aligned}\int _{0}^{2\pi }{\frac {\mathrm {d} x}{2+\cos x}}&=\int _{x=0}^{x=\pi }{\frac {\mathrm {d} x}{2+\cos x}}+\int _{x=\pi }^{x=2\pi }{\frac {\mathrm {d} x}{2+\cos x}}&&\\&=\int _{t=0}^{t=\infty }{\frac {\mathrm {d} x}{2+\cos x}}+\int _{t=-\infty }^{t=0}{\frac {\mathrm {d} x}{2+\cos x}}&t&=\operatorname {tg} {\frac {x}{2}}\\&=\int _{t=-\infty }^{t=\infty }{\frac {\mathrm {d} x}{2+\cos x}}&&\\&=\int _{-\infty }^{\infty }{\frac {2\,\mathrm {d} t}{3+t^{2}}}&&\\&={\frac {2}{\sqrt {3}}}\int _{-\infty }^{\infty }{\frac {\mathrm {d} u}{1+u^{2}}}&t&=u{\sqrt {3}}\\&={\frac {2\pi }{\sqrt {3}}}.&&\end{aligned}}}
У першому рядку проводять не просто підстановку {\displaystyle t=0} для обох границь інтегрування. Тут необхідно взяти до уваги особливу точку (у цьому випадку, вертикальну асимптоту) {\displaystyle t=\operatorname {tg} {\frac {x}{2}}} в {\displaystyle x=\pi }.

## Геометрія

Підстановка тангенса півкута параметризує одиничне коло з центром у. Замість і, ми маємо лише, на обох кінцях дійсної лінії. Це часто допустимо коли працюєш з дійсними та з тригонометричними функціями (це одноточкова компактифікація лінії.

Тоді як x змінюється, точка, {\displaystyle (\cos x,\ \sin x)} раз за разом проходить одиничне коло з центром у {\displaystyle (0,\ 0)}.  Точка
{\displaystyle \left({\frac {1-t^{2}}{1+t^{2}}},\ {\frac {2t}{1+t^{2}}}\right)}
тільки один раз проходить коло у міру того як {\displaystyle t} рухається від {\displaystyle -\infty } до {\displaystyle +\infty }, і ніколи не досягає точки {\displaystyle (-1,\ 0)}, до якої наближається як до границі коли {\displaystyle t} наближається до {\displaystyle \pm \infty }.  Коли {\displaystyle t} рухається між {\displaystyle -\infty } і {\displaystyle -1}, точка визначена від {\displaystyle t} покриває частину кола в третьому квадранті, від {\displaystyle (-1,\ 0)} до {\displaystyle (0,\ -1)}.
Ось інша геометрична точка зору. Намалюємо одиничне коло, і нехай P буде точкою {\displaystyle (-1,\ 0)}.  Лінія через {\displaystyle P} (окрім вертикальної лінії) визначена її нахилом. Далі більше, кожна така лінія (окрім вертикальної) перетинає коло саме у двох точках, одна з яких {\displaystyle P}.  Це визначає функцію від точки на колі в нахил. Тригонометричні функції визначають функцію від кута в точку на одиничному колі, тепер, сполучаючи ці дві функції, ми маємо функцію від кута в нахил.